# II Liceum Ogólnokształcące im. Marii Skłodowskiej-Curie w Gorzowie Wielkopolskim
II Liceum Ogólnokształcące im. M. Skłodowskiej-Curie w Gorzowie Wlkp. jest jednym z najstarszych w mieście. Powstało w roku 1950, początkowo posiadało nr XIX (dziewiętnaste liceum w ówczesnym województwie gorzowskim), dopiero później przemianowano je na obecną nazwę. Patronem szkoły jest Maria Skłodowska-Curie, stąd hasło promujące szkołę Radioaktywność to stan świadomości. Cechą wyróżniającą tę szkołę jest wprowadzony od roku szkolnego 1993/1994 roku system amerykański. Liceum to również jako pierwsze w Polsce zorganizowało model ONZ (PolMUN), na który przyjeżdżają uczniowie z różnych krajów w celu symulacji tego zgromadzenia. W 2009 roku II LO w Gorzowie Wielkopolskim zajęło 19. miejsce w rankingu najlepszych szkół średnich w Polsce. W 2022 roku liceum zajęło 1. miejsce w województwie w rankingu Perspektywy.
W II Liceum od 2018 roku odbywa się Gorzowski Konwent Fantastyki Gorcon.

## System amerykański
Został wprowadzony od roku szkolnego 1993/1994. Jest to równocześnie pierwsza szkoła w Polsce z takim systemem. W ślad za nią poszło również kilka innych liceów w Polsce.
System ten opiera się na systemie stosowanym w szkołach amerykańskich, jednak nie jest jego wierną kopią. Zasadnicze różnice między klasycznym polskim systemem a systemem amerykańskim:
- Każdy uczeń a nie klasa posiada osobny plan, który może sobie wcześniej, przynajmniej w pewnym zakresie wybrać.
- Codziennie każdy uczeń ma te same lekcje w tej samej kolejności (z pewnymi wyjątkami)
- Rok szkolny podzielony jest na 3 trymestry. Pod koniec każdego zostaje wystawiona uczniowi ocena z każdego przedmiotu, a bardziej podliczone punkty zdobyte w czasie niego z danego przedmiotu (kursu). Po każdym trymestrze zmieniony zostaje plan lekcji
- Punkty zamiast ocen (na początku każdego trymestru nauczyciel na każdej lekcji informuje uczniów w jaki sposób mogą je zdobyć (prace domowe, klasówki, sprawdziany, odpowiedzi ustne)).

## Historia
Początki szkoły sięgają roku 1906, gdy w obecnym budynku LO mieściła się niemiecka szkoła dla chłopców. Początki polskiego liceum przypadają na rok 1950. Pierwszym dyrektorem szkoły był Karol Herma (do roku 1970). Kolejni dyrektorzy, to: Jerzy Pietrzyk (1970–1988), Andrzej Kłosiński (1988–1992), Małgorzata Ragiel (1992–1999), Alina Nowak (1999–2011), Tomasz Pluta (od 2011).

## Znani absolwenci
- Jerzy Buczkowski „Smarki Smark” – gorzowski raper
- Ryszard Krynicki – poeta oraz wydawca
- Irena Matławska – prof. dr. hab. nauk farmaceutycznych Uniwersytet Medyczny w Poznaniu
- Paweł Pietrukowicz – astrofizyk, doktor habilitowany, prof. Uniwersytetu Warszawskiego
- Zenon Plech – jeden z najwybitniejszych żużlowców w historii
- Roland Prejs – ksiądz, zakonnik kapucyński, historyk Kościoła, profesor Katolickiego Uniwersytetu Lubelskiego Jana Pawła II
- Dorota Rojszczak-Robińska – językoznawca, doktor habilitowana, prof. Uniwersytetu im. Adama Mickiewicza w Poznaniu
- Justyna Suchecka – dziennikarka TVN24 zajmująca się tematem szkolnictwa i edukacji
- Paweł Terefenko – geograf, doktor habilitowany nauk o Ziemi, prof. Uniwersytetu Szczecińskiego, dyrektor Instytutu Nauk o Morzu i Środowisku